# Chronem
Ein Chronem (von altgriechisch χρόνος chronos, deutsch ‚Zeit‘) beschreibt die Dauer von Sprachlauten und dient der Unterscheidung von Phonemen und somit auch von Wörtern. Im Hochdeutschen gibt es bei Konsonanten nur ein Chronem, bei Vokalen zwei:
- Bann, hacken (Vokalkürze)
- Bahn, Haken (Vokallänge)

Einige deutsche Dialekte (darunter Ripuarisch und Moselfränkisch) unterscheiden drei Vokalchroneme: „kurz“, „lang“ und „überlang“ (bzw. „gedehnt“). Das kölsche „ä“ gibt es zum Beispiel in drei Längen:
- kurz: Wäsp (Wespe)
- lang: määt (macht)
- überlang: Wääsch (Weg)

Auch Konsonanten werden in zahlreichen westmitteldeutschen Dialekten sowie in anderen Sprachen (Italienisch, Finnisch, Arabisch oder Japanisch) unterschiedlich lang gesprochen. Das  Estnische hat sogar drei Chroneme für Konsonanten.
In der Schreibung werden Konsonantenchroneme meist durch verdoppelte Konsonanten dargestellt, die entsprechend länger ausgesprochen werden. Im Deutschen fehlt diese Möglichkeit, da doppelte Konsonanten mit der Funktion belegt wurden, den unmittelbar vorausgehenden Vokal zu verkürzen.